# ت ع م-11:00
التوقيت العالمي المنسق -11:00 أو ت ع م-11:00 {بالإنجليزية: UTC-11:00} هو مقابلة الوقت المحلي للتوقيت العالمي المنسق، حيث ينقص فيه الوقت المحلي عن التوقيت العالمي بقدار 11 ساعة (-11).